# Muzeum Maszyn Erotycznych w Pradze
Muzeum Maszyn Erotycznych w Pradze (cz. Muzeum mechanických erotických zařízení, ang. Sex Machines Museum) – muzeum zlokalizowane w centrum Pragi przy ul. Melantrichovej 18, w pobliżu Staroměstského náměstí, obrazujące rozwój oraz współczesność urządzeń i maszyn służących ubogacaniu życia seksualnego człowieka. 

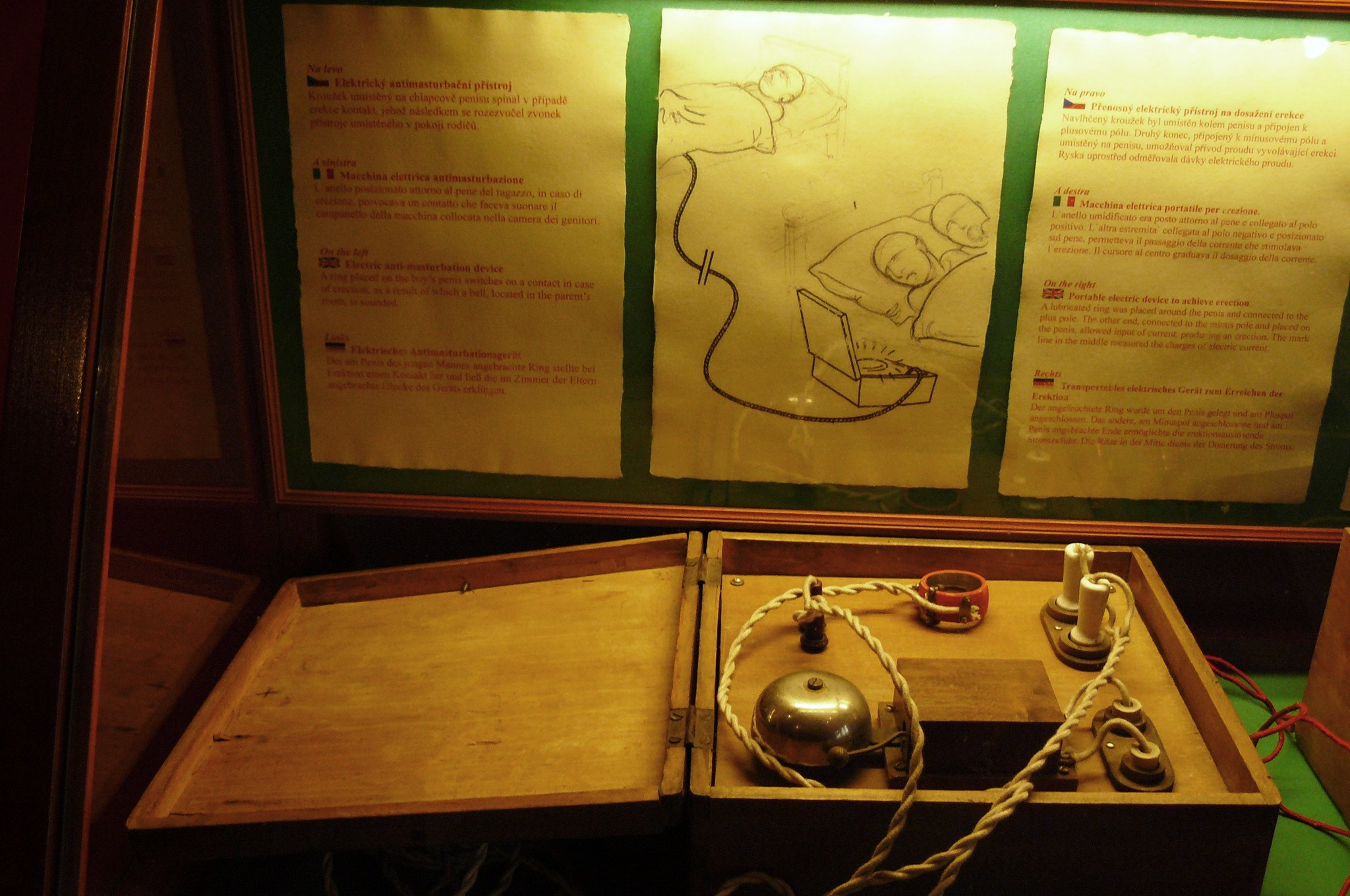
Maszyna antymasturbacyjna

W muzeum, na przestrzeni trzech pięter miejskiej kamienicy, wystawione jest ponad 200 eksponatów związanych ze sferą wzbogacania (lub zubażania) ludzkiego życia erotycznego, przede wszystkim w drodze działań mechanicznych. Oprócz tego prezentowane są grafiki, obrazy i elementy reklamowe, związane z seksem, a w niewielkiej salce kinowej wyświetlane są hiszpańskie filmy pornograficzne z początku lat 20. XX wieku.
Pośród wystawionych przedmiotów dominują różnego rodzaju wibratory, sztuczne penisy i pochwy, urządzenia do mechanicznej penetracji, pasy cnoty (np. z 1580), gorsety, bielizna, stroje używane przez wielbicieli technik BDSM i inne. Na wystawie znajdują się też unikatowe przedmioty, takie jak francuskie elektromechaniczne urządzenie antymasturbacyjne dla chłopców z 1915 (zawiadamiające rodziców dzwonkiem o następującej erekcji), voyeurystyczny nocnik z lusterkiem do podglądania strumienia kobiecego moczu, niemiecki wibrator ręczny na korbkę z 1910, czy francuski metalowy gorset z około 1500. 
Wstęp do muzeum jest płatny i dostępny tylko dla osób dorosłych.